# Вільяермоса (Сьюдад-Реаль)
Вільяермоса (ісп. Villahermosa) — муніципалітет в Іспанії, у складі автономної спільноти Кастилія-Ла-Манча, у провінції Сьюдад-Реаль. Населення — 2202 особи (2010).
Муніципалітет розташований на відстані близько 200 км на південь від Мадрида, 95 км на схід від Сьюдад-Реаля.
На території муніципалітету розташовані такі населені пункти: (дані про населення за 2010 рік)
- Каньямарес: 11 осіб
- Вільяермоса: 2188 осіб
- Санта-Марія: 3 особи

## Демографія
Динаміка населення (INE ):

## Галерея зображень

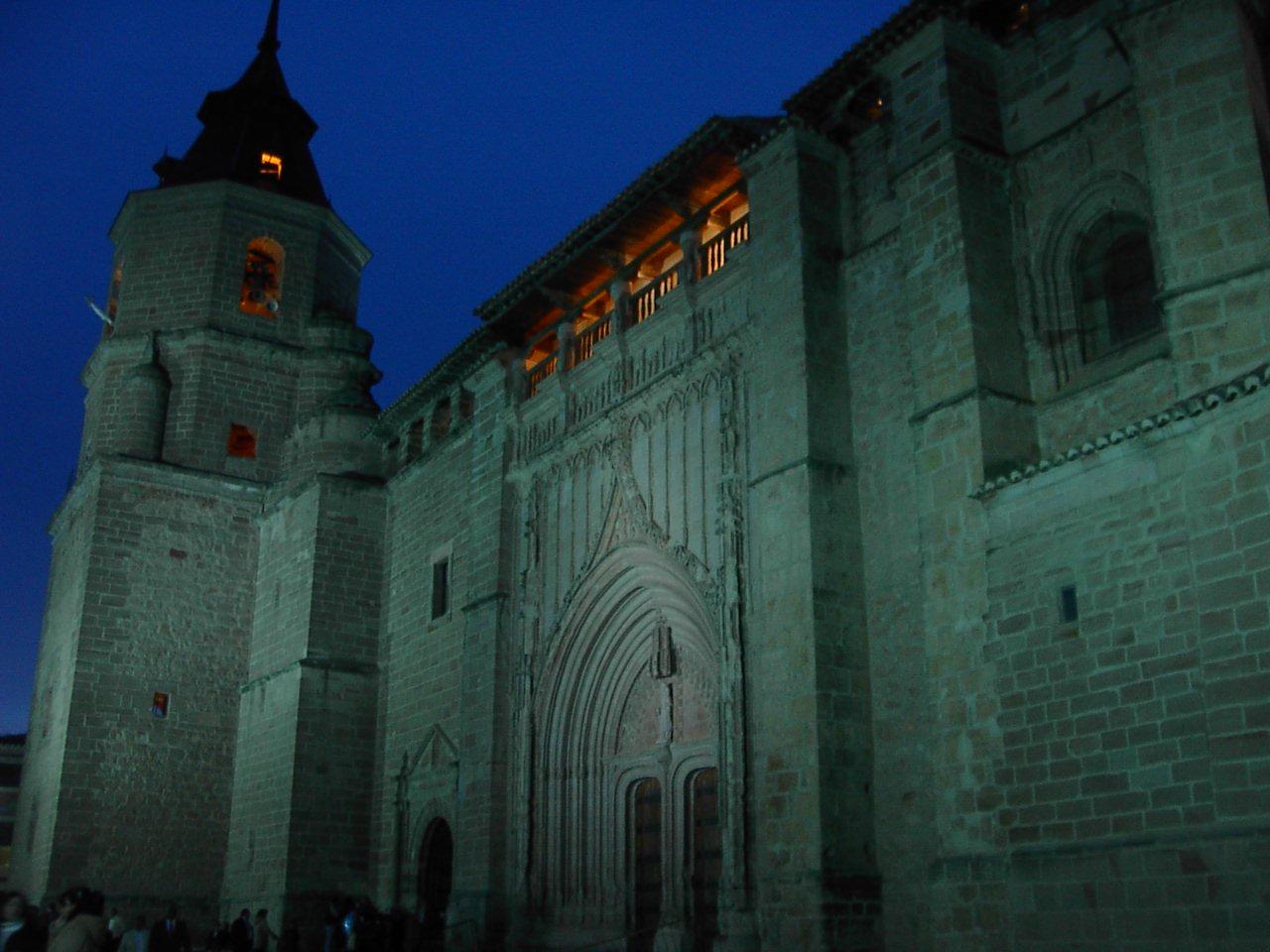
Парафіяльна церква
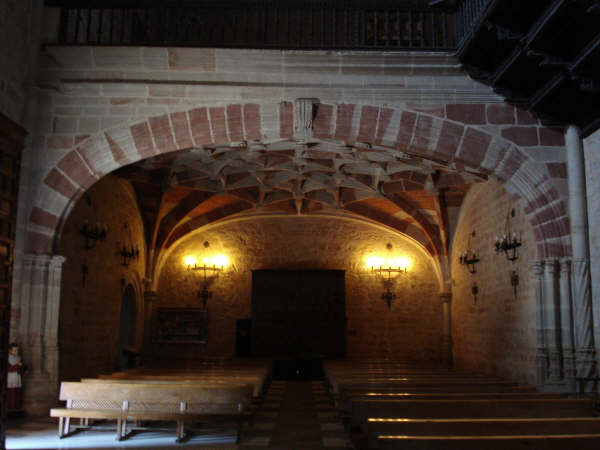
Інтер'єр парафіяльної церкви